# Bahnhof Landau (Isar)
Der Bahnhof Landau (Isar) ist eine Betriebsstelle der Bahnstrecke Landshut–Plattling. Er liegt in der niederbayerischen Stadt Landau an der Isar. Das denkmalgeschützte Empfangsgebäude wurde um 1875 nach Plänen von Carl Zenger errichtet.

## Lage
Der Bahnhof liegt bei Streckenkilometer 45,3 an der eingleisigen, elektrifizierten Hauptbahn Landshut–Plattling (Streckennummer 5634). Im Osten des Bahnhofs zweigte die eingleisige, nicht elektrifizierte Nebenbahn Landau–Arnstorf (Streckennummer 5640) ab, die in Landau bei Streckenkilometer 0,0 begann. Der Bahnhof umfasst drei Gleise, davon zwei Bahnsteiggleise.
Der Bahnhof befindet sich rund 1,5 Kilometer nördlich des Stadtzentrums von Landau auf der linken Seite der Isar. Das Empfangsgebäude hat die Adresse Bahnhofstraße 31. Es wird vom Bayerischen Landesamt für Denkmalpflege als Baudenkmal eingestuft. Der stattliche, dreiteilige Blankziegelbau mit Hausteingliederung umfasst eine eingeschossige Empfangshalle, die von zwei zweigeschossigen Eckbauten mit Flachwalmdächern flankiert wird. Auf der Gleisseite ist dem Empfangsgebäude eine Bahnsteighalle auf gusseisernen Säulen vorgelagert.
Der Bahnhofsbereich beginnt in Kilometrierungsrichtung kurz vor dem Bahnübergang Straubinger Straße und endet auf Höhe des Werksgeländes der Firma Einhell. Der Bahnhof wird im Süden durch die Bahnhofstraße und die angrenzende Bebauung begrenzt, im Norden durch die Lindenstraße.

## Geschichte
Ursprünglich war von der Actiengesellschaft der bayerischen Ostbahnen angedacht, Landau zum niederbayerischen Eisenbahnknotenpunkt auszubauen. Deshalb wurde anlässlich der Eröffnung der Bahnstrecke von Mühldorf nach Plattling um 1875 ein stattliches Empfangsgebäude errichtet. Die Verbindungsbahn von Landshut nach Pilsting, die im Gegensatz zur Verbindung von Mühldorf nach Pilsting bis heute in Betrieb ist, wurde am 15. Mai 1880 eröffnet.
Schon bald nach der Verstaatlichung der Ostbahnen im Jahr 1876 stellte sich heraus, dass anstelle von Landau Plattling zum Eisenbahnknoten ausgebaut werden soll. Durch die Eröffnung der Lokalbahn nach Arnstorf (mit Zweigstrecke über Eichendorf nach Kröhstorf) wurde Landau am 29. Dezember 1903 zum Trennungsbahnhof. Auf der Zweigstrecke wurde bis 1964 Personenverkehr durchgeführt, bis 1993 Güterverkehr. Zum 28. Mai 1994 erfolgte die Stilllegung der Nebenbahn Landau–Arnstorf. Seither ist Landau wieder Zwischenbahnhof auf der Strecke zwischen Landshut und Plattling; die Strecke von Frontenhausen-Marklkofen bis Pilsting war 1969 stillgelegt worden.
Das ehemalige Empfangsgebäude befindet sich seit dem 1. Januar 2012 in Privatbesitz.

## Infrastruktur
Der Bahnhof hat drei Gleise, von denen zwei an einem 303 Meter langen Mittelbahnsteig liegen. Die Bahnsteigkanten liegen 38 Zentimeter über der Schienenoberkante. Im Personenverkehr wird regulär nur Gleis 3 bedient; die Zugkreuzungen auf der eingleisigen Strecke zwischen Landshut und Plattling finden heute in der Regel in Wörth (Isar) statt. Der Zugang zu dem Inselbahnsteig erfolgt mittels eines höhengleichen Übergangs über Gleis 2, das heute nicht mehr regelmäßig befahren wird. Der Bahnhof gilt dadurch als barrierefrei.
Das Gleis 4 besitzt keine Bahnsteigkante. Das Gleis 1, das zur Anbindung der Nebenbahn Landau–Arnstorf diente, wurde inzwischen abgebaut. Die Nummerierung der übrigen Gleise wurde jedoch nicht angepasst. Der Bahnhof verfügt über digitale Anzeigen. Das Empfangsgebäude ist bis heute erhalten, jedoch für Fahrgäste nicht mehr zugänglich.
Der Bahnhof Landau (Isar) ist mit einem Relaisstellwerk der Standardbauart Sp Dr S60 von Siemens ausgestattet.

## Verkehr
Der Bahnhof Landau (Isar) wird im Stundentakt von den Zügen des Donau-Isar-Express bedient, der München über Landshut und Plattling mit Passau verbindet.
| Linie | Taktfolge (in Minuten) | Marke/Linienname   | Laufweg                                                                  | EVU             | Fahrzeuge im Regelbetrieb |
| ----- | ---------------------- | ------------------ | ------------------------------------------------------------------------ | --------------- | ------------------------- |
| RE3   | 60                     | Donau-Isar-Express | Passau – Plattling – Landau (Isar) – Landshut (Bay) – Freising – München | DB Regio Bayern | Siemens Desiro HC         |